# پلامن براتویچف
پلامن براتویچف (بلغاری: Пламен Братойчев؛ زادهٔ ۱۷ اکتبر ۱۹۶۶) وزنه‌بردار اهل بلغارستان بود.